# Торебелвичино
Торебелвичѝно (на италиански: Torrebelvicino; на венециански: Tore, Торе) е градче и община в Северна Италия, провинция Виченца, регион Венето. Разположено е на 260 m надморска височина. Населението на общината е 5917 души (към 2015 г.).